# Llevant espanyol

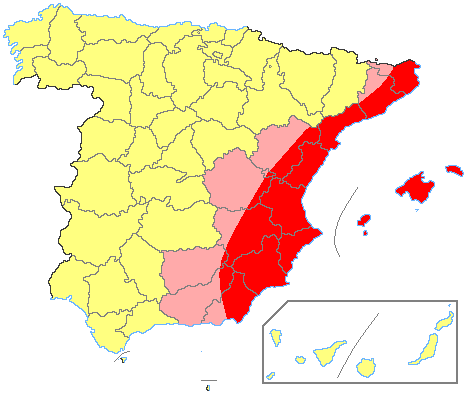
El llevant d'Espanya excloent la província interior de Lleida.

Llevant és un terme de geografia que fa referència a l'orient d'un país o regió. A Espanya la denominació Llevant espanyol (en castellà Levante Español) fa referència als territoris de Catalunya, País Valencià, Múrcia, Illes Balears, i de vegades zones d'Aragó, Albacete o l'Andalusia oriental. És un terme utilitzat majoritàriament per castellans, especialment madrilenys, ja que són aquests els territoris que queden al llevant (o est) de la seua localització.
Segons el diccionari de la Real Academia de la Lengua Española, en la seua tercera accepció, el llevant és el «nom genèric de les comarques mediterrànies d'Espanya, i especialment les corresponents als antics regnes de Múrcia i València». Això no obstant, cap diccionari estadístic o geogràfic reconeix el terme Llevant com a mot que represente cap territori determinat.
Al País Valencià el terme té connotacions polèmiques i ha estat tradicionalment rebutjat per intel·lectuals i activistes, en tant que ocasionalment ha estat utilitzat com a denominació per a referir-se a eixe territori sense haver d'utilitzar el gentilici valencià, fet que va portar al Consell Valencià de Cultura a emetre un dictamen en 1996 on desaconsellava el seu ús. El 2020, RTVE també reconegué l'ús incorrecte per a referir-se al territori valencià, i prometé no utilitzar-lo més i es disculpà per boca de la directora de l'ens.

## Història

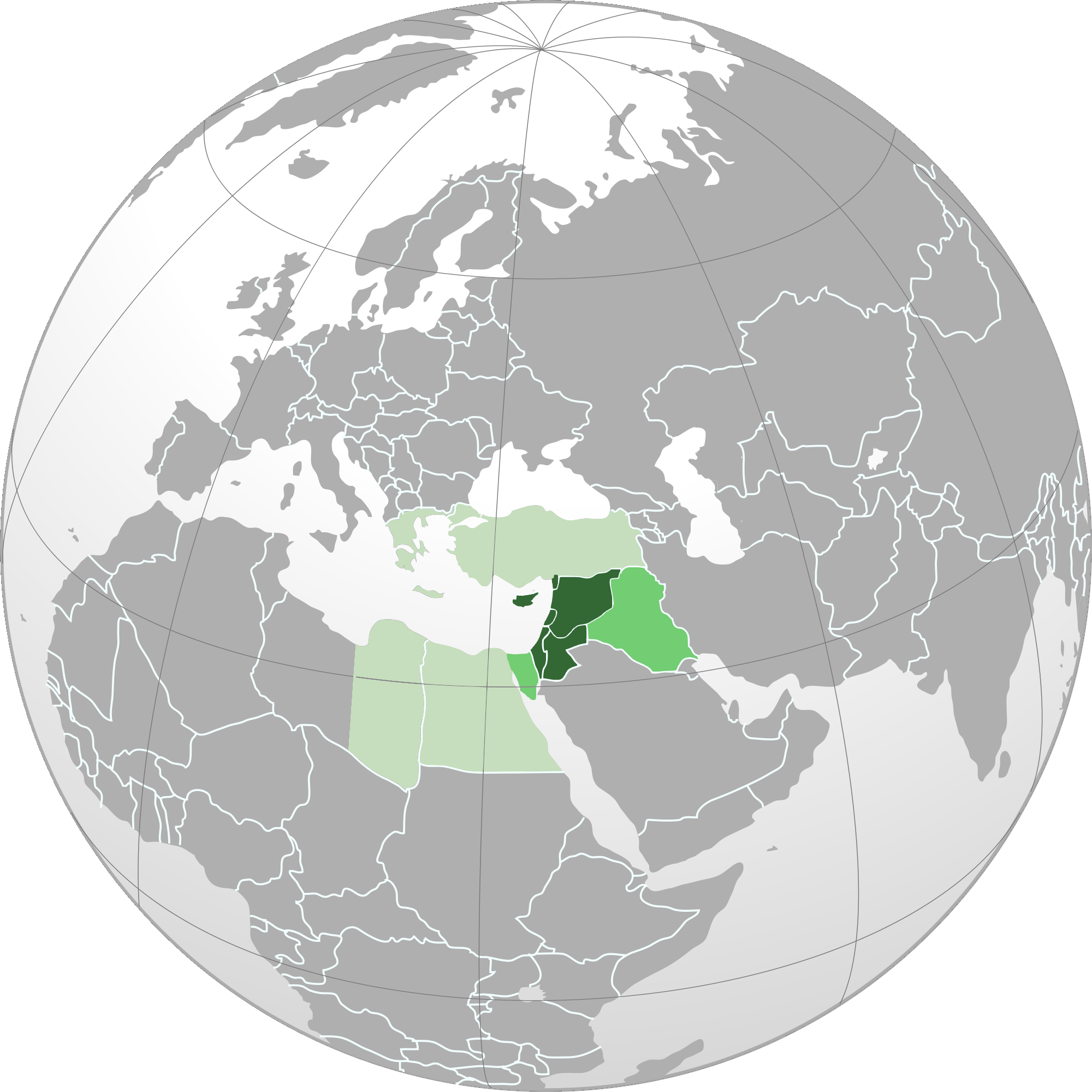
El Llevant o Xam.

En la majoria de llengües europees, el Llevant correspon a la regió més oriental de la Mediterrània, incloent-hi des de Grècia i Egipte fins als països pròpiament «de Llevant» com Israel, Jordània, Líban, Síria i Palestina. També es coneix com a Màixriq.
Pel que fa al llevant de la península Ibèrica, un antecedent històric és la regió musulmana de Xarq al-Àndalus, o l'orient d'Al-Àndalus. Així, el grup valencià Al Tall va batejar amb este nom un dels seus discos. Tanmateix, cal destacar que cap obra escrita per viatgers que feren parada a València ha utilitzat mai el terme Levante per a referir-se a eixa terra, comptant des de Jerònim Münzer en 1490, a la Comtessa de Gasparin en 1875. Tampoc no va ser utilitzat per cap de les guies de viatges sobre València escrites per valencians al segle xix, que preferien utilitzar l'expressió Regne de València.
En el segle xx, cap de les tres grans guies turístiques del País Valencià (les realitzades per Joan Fuster, Sanchis Guarner i Almela i Vives) utilitza en cap moment l'expressió Levante. En 1923, l'editorial Espasa Calpe encarregà a Elías Tormo la realització d'una guia sobre el País Valencià que sí que va portar per nom Levante. Amb tot, el mateix autor va escriure públicament que aquell títol no l'havia elegit ell; va ser idea de Dantín Cereceda, el llavors director de l'editorial, el qual va afegir contingut referent a la Regió de Múrcia sobre el text original de Tormo. Fora de València, autors com Pérez Nieva o Miguel de Unamuno utilitzaren el terme Levante, el primer per a referir-se a les províncies de València, Tarragona i Barcelona i el segon per a referir-se exclusivament als catalans. També en un sentit ampli, les Corts espanyoles utilitzaren, en 1837, el terme "Levante" per a referir-se a l'Antic Regne de València, però també a Aragó. En canvi, José María Queipo de Llano sí que va usar el terme Províncies Llevantines per a referir-se al País Valencià en la seua obra de 1939 Historia del levantamiento, guerra y revolución de España.
Es considera que l'ús de Levante per a referir-se al País Valencià apareix entre 1909, quan Felipe Payró Carrió publica un fulletó anomenat levantinismo, i 1910, quan el geògraf madrileny Juan Dantín Cereceda comença a utilitzar el terme región levantina a les seues obres, juntament amb altres termes geogràfics com pot ser el de región cental. Tanmateix, la historiografia ha tingut en compte també precedents de la utilització del terme que daten de 1862, tal com es va recollir a l'article corresponent de la Gran Enciclopèdia de la Regió Valenciana. Així, el Consell Valencià de Cultura destaca, en el seu dictamen de 1996, que en 1909 se celebra l'Exposició Regional de València, on no és fàcil trobar l'expressió Levante en cap de les revistes, guies o fullets publicats en ocasió de l'esdeveniment. També en 1909 és quan José Ballester Gozalvo funda el Levante FC, equip de futbol radicat al barri marítim del Cabanyal, a València ciutat, i que deu el seu nom al vent que servia als pescadors per a tornar a casa després de fer faena.
Durant la dècada de 1910 i 1920 la denominació comença a introduir-se entre els valencians. Apareixen diverses publicacions amb eixe nom, i també a la lletra de l'himne de la Coronació de la Mare de Déu dels Desemparats, patrona de València, que data de 1923. L'escriptor José Martínez Ruíz, Azorín, va escriure en 1929 el seu Libro de Levante, que parla de la zona del Vinalopó i també de localitats murcianes com Iecla o Higueruela, a Albacete. Tanmateix, en la redacció del llibre no s'hi utilitza la denominació Levante. Azorín sí que utilitzà el terme de manera aïllada al seu llibre Valencia.
Per aquestes raons, el Consell Valencià de Cultura considera que la denominació Levante no comença a tindre un ús generalitzat fins a l'inici de la Guerra Civil Espanyola; és també en esta època quan comença a aparèixer la variant Levante feliz per a referir-se al País Valencià. Durant la Guerra, sorgeixen diverses organitzacions amb el nom «de Levante», entre les quals destaca el Comissariat de l'exèrcit de Llevant de la República Espanyola.
A partir de 1939 s'incrementa l'ús del terme, ja que comença a ser utilitzat en documentació oficial, però també privada, de tota mena. Així, cal destacar que quan Falange confisca el diari republicà El Mercantil Valenciano, li canvia el nom pel de Levante. També organitzacions antifranquistes utilitzarien el terme Levante, com el Partit Comunista d'Espanya, que en els primers anys de postguerra mantindria en la clandestinitat un Comité Regional de Levante circumscrit al País Valencià. Un altre cas destacat és el de l'Agrupación Guerrillera de Levante, que actuava a zones limítrofes de Castella i també al Baix Aragó. Durant el franquisme l'ús de la paraula "llevant" era comú, però en l'actualitat pateix una decaiguda en favor dels moderns noms de les autonomies. Avui en dia encara és utilitzat per ALSA i Renfe que designen Levante com la regió entre Catalunya i Andalusia Oriental.

## Crítiques
L'historiador valencianista Emili Gómez Nadal va ser un dels primers intel·lectuals que va criticar l'ús del terme; destacava l'efecte despersonalitzador per als valencians d'encabir-los, utilitzant una denominació de caràcter geogràfic, en un marc comú amb territoris culturalment no valencians com Múrcia o Albacete.
| « | Levante és la denominació que amb un criteri estrictament i migradament geogràfic pren la nostra terra per a la gent de Madrid. Englobant baix este nom no solament les terres administrativament valencianes, sinó ensems les de l'antic regne de Múrcia. Este confusionisme històrico-geogràfic obeeix a la ignorància –en molts dels casos, premeditada– en què els espanyols tenen les nostres peculiaritats racials. Així resulta que de la unió de les cinc provincias levantinas baix el nom artificiós de Levante, l'esperit autòcton valencià pot quedar ofegat, convertint-se en un provincianisme espanyol que òmpliga de satisfacció els bons patriotes de la burocràcia madrilenya. Si més no, almenys per pur esperit científic n'hem de protestar, d'este confusionisme arbitrari. Levante és un nom que fa referència a la situació cardinal d'unes terres peninsulars de la Mediterrània respecte a l'estepa de l'interior. I si Múrcia i València són Levante, ho són també Mallorca i Catalunya. ¿Per què no s'inclouen estos dos territoris en la comuna denominació? Acàs perquè la forta personalitat de les dos – geogràfica una, espiritual l'altra– rebutja tota classificació en funció de la Meseta. | » |
| — Emili Gómez Nadal en «Nomenclatura: Levante, Llevant i País Valencià», El camí, núm. 13, 28 de maig de 1932 | |   |

Ja durant el franquisme, l'intel·lectual Joan Fuster va carregar també contra l'ús de «Levante» al seu llibre Nosaltres els Valencians, on també criticava que al País Valencià no se li haguera respectat la seua justa entitat, en tant que de vegades era mostrat dividit o se li afegien com a parts províncies castellanes, aragoneses o Múrcia-
| «                                                               | De tot això ha sorgit, últimament, una alta etiqueta deformadora: la de Levante. L'ús que se'n fa té una intenció incontrovertible. Ningú no ignora que un dels designis que l'animen és, precisament, el de retirar de la circulació el terme «valencià» per a qualificar el país. Al mateix temps involucra en la seva ambigüetat (sic) més terres que les estrictament valencianes (...) La cosa es injuriosament grotesca. (...) Quan algú parla de Levante per referir-se d'una manera o altra al País Valencià, no hi ha dubte que mira d'escamotejar l'única realitat pròpia dels valencians: l'oculta, l'enterboleix o la nega | » |
| — Joan Fuster en «Nosaltres els Valencians», Edicions 62, 1962. | |   |

També el seu rival Xavier Casp va criticar la denominació. Així, en un article escrit (en Normes del Puig) al diari Las Provincias en 1996 deia:
| «                                                                       | “Lo que no ha tingut mai trellat es que el sentit substitutiu que pren no se sap quan, mantinga la vitalitat una mica imbécil, perque no ha segut mai cosa de determinada política, sino mes be de pedanteria, ignorancia, comoditat, mala fe...” [..] “Lo de Levante no ha segut mai acceptat pels valencians quan se diu y s'escriu per a sustituir el nom de Valencia”. “Aço fa pensar que esta Espanya nostra tot ve a ser, simplement, com se mira desde Madrid”. | » |
| — Xavier Casp en «Hui motive lo de “Levante”», Las Provincias, 15-9-96. | |   |

Altres autors que van rebutjar la denominació de Levante per a referir-se a València van ser Francesc Almela i Vives, Ferran Valentí, Felip Mateu i Llopis, Emili Beüt o Miquel Adlert. Aquest últim en el seu llibre de 1977 En defensa de la llengua valenciana la posava al mateix nivell que País Valencià. Tots estos testimonis van ser recollits a un dictamen que el Consell Valencià de Cultura va realitzar en 1996 i on recomanava no utilitzar el terme per a referir-se al País Valencià.
| «                                                                                          | L'evidència que 'Levante' és una denominació aliena, es reforça amb el fet que va començar a tenir un ús més generalitzat arran de la guerra d'Espanya (1936-1939), quan es van projectar sobre la ciutat de València i les poblacions més pròximes allaus de fugitius de les zones l'estat amb govern republicà, però en perill de caure en mans de les tropes rebels. Era un espai geogràfic relativament allunyat dels fronts i on no semblava que hi hagués tanta penúria d'aliments com en altres zones; el que alguns gasetillers anomenaven ‘el Levante Feliz’, denominació que fins i tot passà al títol d'un llibre posterior: La horda en el ‘Levante feliz’, de Luis Molero Massa | » |
| — BAS, Manuel, Informe sobre el término Levante (Annex del Sr. Pérez i Moragón), CVC, 1996 | |   |

La secció de filologia de la Reial Acadèmia de Cultura Valenciana, organisme no-oficial dependent de la Diputació de València, va demanar el 2006 que la Real Academia Española que eliminara la tercera accepció de Levante (aquella que fa referència a valencians i murcians) del seu diccionari. La centenària institució va al·legar que el terme Levante es tractava d'una denominació «absolutament despersonalitzadora», en tant que en l'ús s'obvia qualsevol referència al nom «valencià», i afegia a més que era «imprecisa» i «una clara marca del centralisme més fulminant».

## Altres usos
A Mallorca el Llevant és una comarca amb capital a Manacor, tot i que no té reconeixement oficial. D'altra banda, dona nom al periòdic valencià en llengua castellana, Levante-EMV.